# Myrcia imperatoris-maximiliani
Myrcia imperatoris-maximiliani là một loài thực vật có hoa trong Họ Đào kim nương. Loài này được Wawra mô tả khoa học đầu tiên năm 1863.